# Rudolf Tropsch

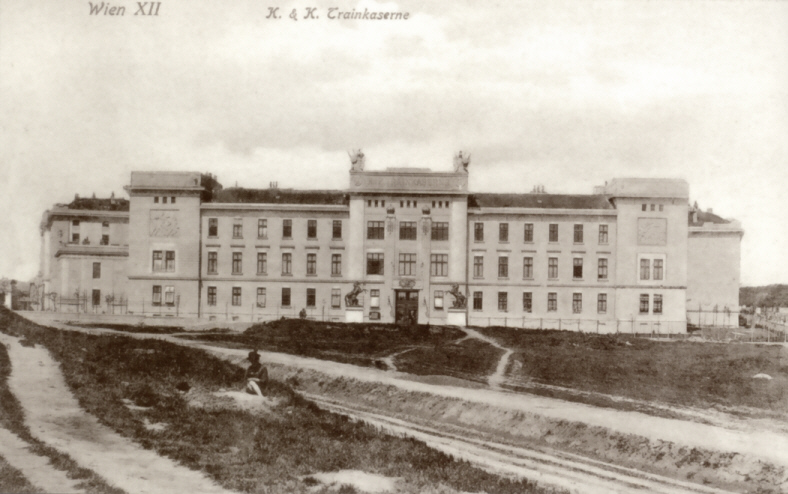
Meidlinger Trainkaserne (1903–1904) von Rudolf Tropsch und Hans Prutscher

Rudolf Tropsch (* 8. März 1870 in Pest; † nach 1923) war ein österreichischer Architekt und Möbeldesigner.

## Leben
Rudolf Tropsch besuchte die Staatsgewerbeschule in Wien, die er 1888 abschloss. Danach arbeitete er bei verschiedenen Architektenbüros, so bei Ludwig Bressler und Ludwig Baumann, war aber nie selbstständiger Architekt. Er arbeitete auch bei der Zeitschrift Der Architekt mit, in der er zahlreiche eigene Entwürfe publizierte. Ab 1902 gehörte er dem Hagenbund an. 1913–1914 war Tropsch Assistent bei Friedrich Ohmann an der Akademie der bildenden Künste Wien. Im Jahre 1923 verließ er Wien und ging nach Bratislava, wo sich seine Spur verliert.

## Bedeutung
Rudolf Tropsch konnte nur wenige Bauten realisieren. Seine Architekturentwürfe gehören aber zu den bemerkenswertesten Leistungen der Wiener Moderne, die daher in der Fachliteratur immer wieder publiziert werden. Tropsch war häufig als Raumkünstler tätig, der Inneneinrichtungen und Ausstellungen konzipierte. Seine Entwürfe sind kühn und von besonders puristischer Formensprache, die den Einfluss des schottischen Architekten Charles Rennie Mackintosh verraten. Funktionalität und Sachlichkeit sind seine hervorstechendsten Merkmale, die aber zu seiner Zeit nicht gewürdigt wurden.

## Werke
- Hauptrestaurant der Kaiser-Jubiläums-Ausstellung, Wien (1898), zusammen mit Viktor Postelberg
- Restaurant, Pöstlingberg bei Linz (1898), zusammen mit Viktor Postelberg
- Meidlinger Trainkaserne, Ruckergasse 62, Wien 12 (1903–1904), zusammen mit Hans Prutscher
- mehrere Innenraumgestaltungen